# シェーン・ヴァン・ダイク
シェーン・ヴァン・ダイク (Shane Van Dyke、1979年8月28日 - ) は、アメリカ合衆国の俳優・脚本家。

## 主な出演作品
- ストリート・レーサー　ミッドナイト・バトル STREET RACER (2008)
- 地球が静止した日 The Day The Earth Stopped (2008)
- パラノーマル・エンティティ Paranormal Entity (2009)
- トランスモーファー リターンズ Transmorphers: Fall of Man (2009)
- タイタニック2012 Titanic II (2010)